# Weiland

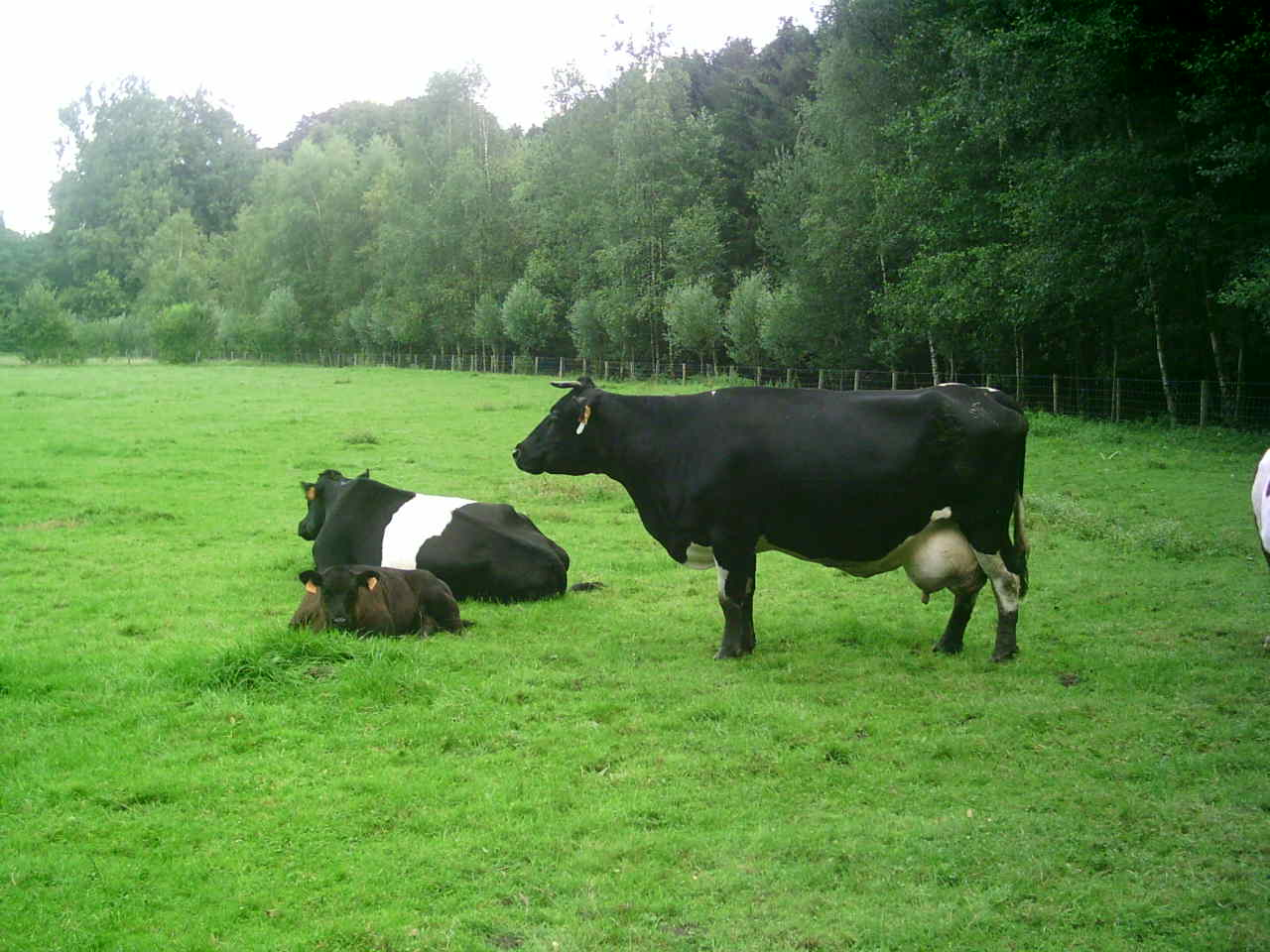
Een grazige weide

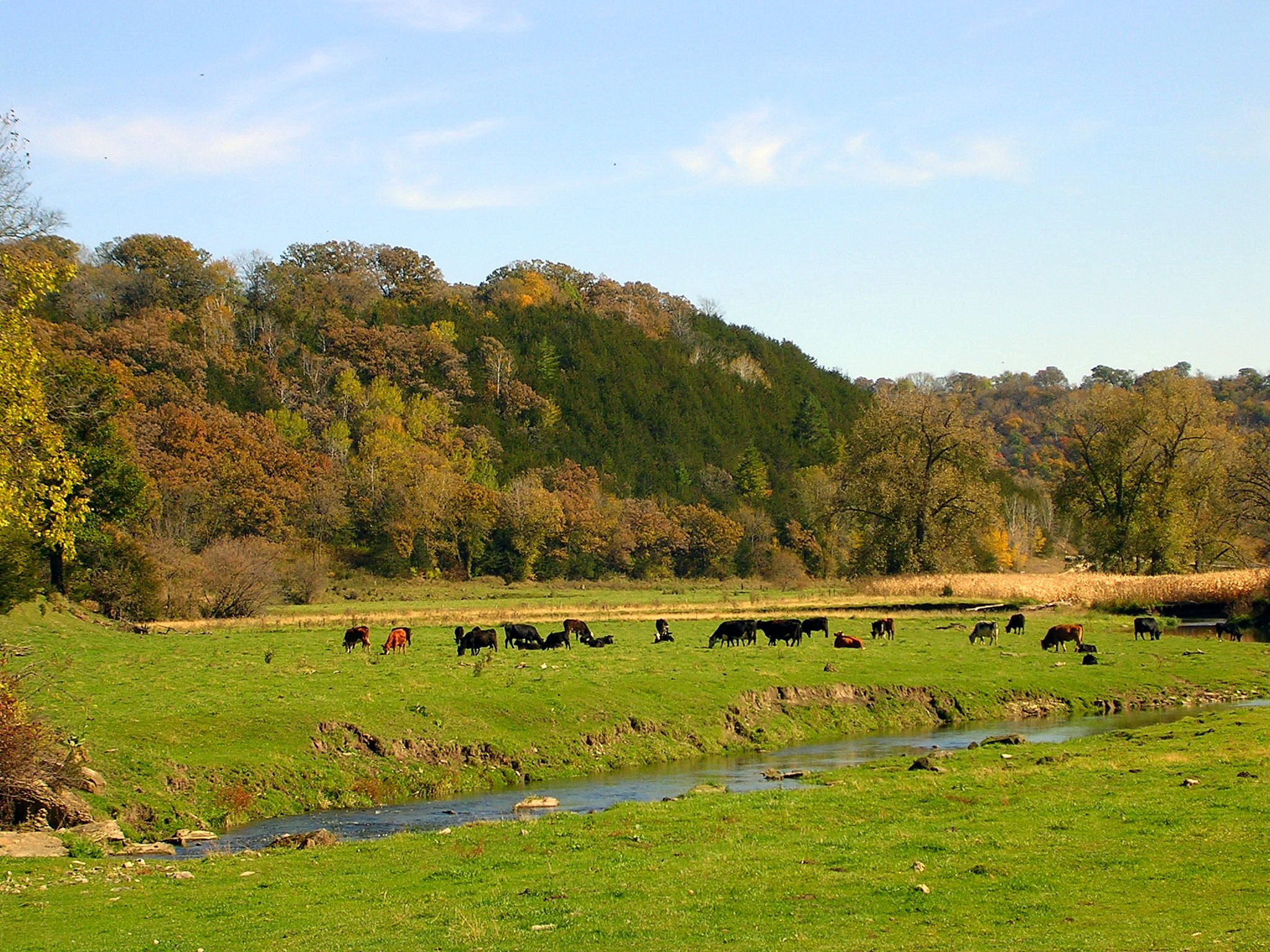
Weiland met vee in Minnesota

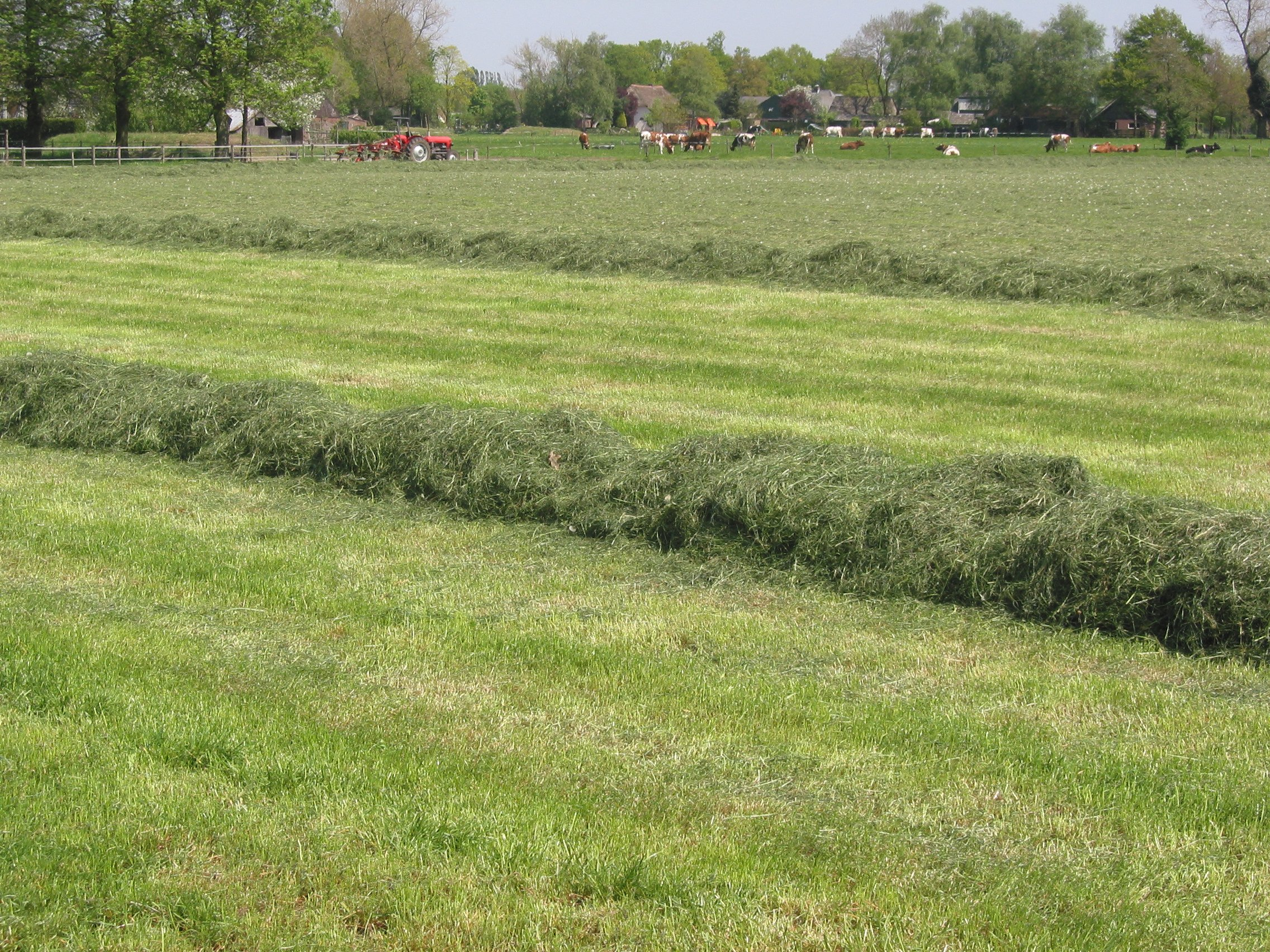
Kuilvoerwinning, eerste snede half mei

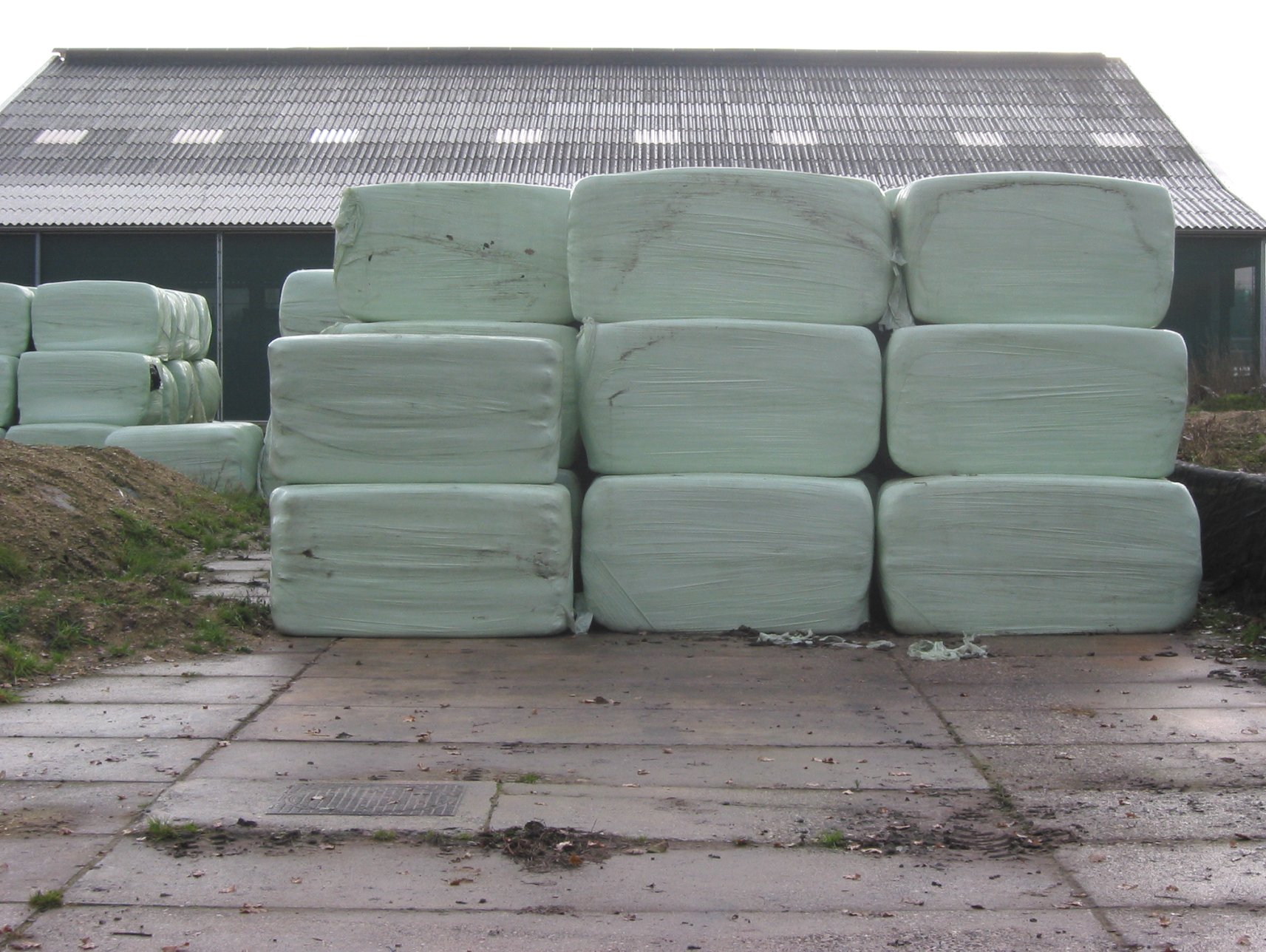
Kuilgrasbalen

Een weiland, wei of weide is een stuk open grasland dat gebruikt wordt om vee te weiden (laten grazen). Een weiland kan in cultuur gebracht zijn en bij een boerderij horen, maar ook in het wild is veel grasland. 
Een aparte vorm van een weiland is het kadetjesland, dat is een weiland met microreliëf in de lengte, waardoor er verhoogde ruggen ontstaan.

## Nederland
Het aandeel grasland in het totale oppervlak van Nederland is aanzienlijk: ongeveer de helft. Verreweg het grootste deel van het grasland wordt gebruikt om vee te weiden. Een weiland wordt in de meeste gevallen intensief gebruikt en bestaat vaak uit snelgroeiende grassoorten (voornamelijk Engels raaigras). Door frequente bemesting met dierlijke mest of kunstmest kan er 5 tot 6 keer per seizoen gemaaid worden. Door de intensieve veeteelt is dit van groot belang om in de winter gebaald gras of kuilgras te kunnen geven. Hooi wordt in Nederland door het wisselende klimaat nauwelijks nog gewonnen. In de Nederlandse weiden zijn als vee vooral rundvee, schapen, paarden en geiten te zien. Melkkoeien steeds minder, omdat het gras in toenemende mate naar de dieren in de stal wordt gebracht.

### Natuur

#### Wilde planten
In het moderne agrarische bedrijf is in het weiland geen ruimte voor andere planten dan de gezaaide grassen. Ongewenste kruiden zoals speerdistel, akkerdistel, kruldistel, ridderzuring, paardenbloem, kweek en jakobskruiskruid worden bestreden.
Het giftige Jakobskruiskruid komt vanuit bermen steeds meer in weilanden voor. Deze plant geeft alleen problemen in droge seizoenen. In een normaal jaar geeft deze plant genoeg geurstoffen af om grazers af te schrikken. In een droog seizoen is de geur echter veel minder, terwijl het gif wel aanwezig blijft. Dan is het verstandig om grazers te verweiden naar plaatsen zonder jakobskruiskruid. Ook hooi met resten van jakobskruiskruid zijn niet geschikt als veevoer.

#### Wilde dieren en insecten
Bij extensief beheer kunnen zich bij het gras ook andere planten vestigen. 
Het traditionele weiland was van groot belang voor de weidevogels, zoals de kievit, grutto, veldleeuwerik en scholekster. Ook zwaluwsoorten als boerenzwaluw en huiszwaluw kunnen boven de weiden te zien zijn.
Ook zoogdieren zoals de veldmuis, de hermelijn, de wezel en de mol en, afhankelijk van de plantengroei, insecten als langpootmuggen, kniptorren en hooivlinder komen in weilanden voor.

#### Behoud biodiversiteit
Niet al te intensief beheerde weide kan rijk aan dieren en planten zijn, maar de biodiversiteit op veel weilanden  is vanaf het het midden van de 20e eeuw (sterk) afgenomen. In Nederland krijgen alleen in extensief beheerde weilanden wilde planten en dieren planten een kans. Hiervoor wordt vaak met de betreffende boer een beheerovereenkomst gesloten.

### Beweiden en maaien
In de loop van een jaar worden de verschillende stukken land afwisselend beweid en gemaaid. Tegenwoordig staat het vee echter meer en meer op stal en wordt het weiland dan alleen nog gemaaid. Het melken van de koeien in de weide is zeldzaam geworden. Als het nog gebeurt, is dat in de koebocht.
Soms wordt weideland niet beweid maar uitsluitend gemaaid - dan wordt van hooiland gesproken. Deze percelen konden door verschillende oorzaken, zoals te nat of te ver van de boerderij, niet beweid worden. In vroeger tijden bestond het weidesysteem uit vier typen weides: hooiland, hooiweide, weiland en wisselweide. De verschillen bestonden voornamelijk uit verschil in vochtigheid en vruchtbaarheid, en daarmee ook de intensiteit van de bewerking.

### Enkele getallen
In Nederland bestond omstreeks 1970 ruim 13.644 km² uit weiland, meer dan een derde van de totale grondoppervlakte. Dit grasland werd ongeveer viermaal per jaar gemaaid dan wel begraasd, voornamelijk door runderen, maar ook door schapen en paarden. Grasland produceert ongeveer 55 kton gras per ha per jaar. Gras bestaat voor ongeveer 20% uit droge stof.
Een melkgevende koe kan wel 20 ton gras per jaar opeten. In Nederland waren in 1970 ongeveer 1.775.000 melkgevende koeien en 2.500.000 niet-melkgevende runderen. 21% van de oppervlakte werd gemaaid. Het maaisel wordt gedroogd tot hooi dan wel verder gedroogd in een grasdrogerij tot krachtvoer. In de jaren na 1970 kwam snijmais op als aanvullende voedselbron voor runderen.

### Familienaam
Weide komt ook voor als familienaam in onder andere de volgende vormen: "Weide", "van Waaij", "van de Weide", "van der Weide" en "Weidema".